# Stamboom Adriana van Nassau-Dillenburg
| Stamboom Adriana van Nassau-Dillenburg                                        | Stamboom Adriana van Nassau-Dillenburg                                                   | Stamboom Adriana van Nassau-Dillenburg                                                 |
| ----------------------------------------------------------------------------- | ---------------------------------------------------------------------------------------- | -------------------------------------------------------------------------------------- |
| Grootouders                                                                   | Engelbrecht I van Nassau-Siegen (±1370/1380-1442) x 1403 Johanna van Polanen (1392-1445) | Johan I van Loon-Heinsberg x Gravin van Solms-Braunfels                                |
| Ouders                                                                        | Johan IV van Nassau-Dillenburg (1410-1475) x 1440 Maria van Loon-Heinsberg (1424-1502)   | Johan IV van Nassau-Dillenburg (1410-1475) x 1440 Maria van Loon-Heinsberg (1424-1502) |
| Adriana van Nassau-Dillenburg (1449-1477) x 1468 Filip I van Hanau-Münzenberg |                                                                                          |                                                                                        |
| Kinderen                                                                      | ?                                                                                        | ?                                                                                      |